# FC WIT Georgia Tiflis
Der FC WIT Georgia Tiflis (georgisch სკ ვიტ ჯორჯია თბილისი/WIT Dschordschia Tbilissi) ist ein Fußballverein aus Georgiens Hauptstadt Tiflis.

## Geschichte
Der Verein wurde 1968 als Morkinali Tbilisi gegründet. 1997 benannte man den Klub nach der Tierfutterfirma WIT Georgia Company um. Das Unternehmen sponsert seither das Team.
Nach einem chaotischen Playoff-Spiel um die georgische Meisterschaft gegen Sioni Bolnissi, das von Schlägereien überschattet wurde und beinahe drei Stunden dauerte, konnte man in der Saison 2003/04 zum ersten Mal in der Vereinsgeschichte den georgischen Meistertitel erringen. Heimspielstätte ist das eigene Armazi-Stadion, das sich im 15 Kilometer von Tiflis entfernten Mzcheta befindet.
Aufgrund des Kaukasus-Konflikts im Sommer 2008 musste der Verein die Qualifikation für den UEFA-Cup gegen FK Austria Wien (AUT) in nur einem Spiel austragen. Der Aufsteiger musste so in nur einem Spiel ermittelt werden. Das Spiel fand in Wien statt und endete mit einem 2:0 für den Verein aus Österreich. Der FK Austria Wien hatte WIT Georgia Tiflis vor dem Spiel zugesagt, die Hälfte der Einnahmen aus dem Ticketverkauf den Georgiern zukommen zu lassen, da diese kein Heimspiel austragen konnten.

## Erfolge
- Georgischer Meister: 2004, 2009
- Georgischer Vizemeister: 2000
- Georgischer Pokal: 2010
- Georgischer Supercup: 2009

## Europapokalbilanz
| Saison  | Wettbewerb            | Runde                  | Gegner                 | Gesamt    | Hin     | Rück    |
| ------- | --------------------- | ---------------------- | ---------------------- | --------- | ------- | ------- |
| 2000/01 | UEFA-Pokal            | Qualifikation          | Beitar Jerusalem       | 1:4       | 0:3 (H) | 1:1 (A) |
| 2001    | UEFA Intertoto Cup    | 1. Runde               | SV Ried                | (a)2:2(a) | 1:0 (H) | 1:2 (A) |
| 2001    | UEFA Intertoto Cup    | 2. Runde               | ES Troyes AC           | 1:7       | 0:6 (A) | 1:1 (H) |
| 2002    | UEFA Intertoto Cup    | 1. Runde               | SC Lokeren             | 4:5       | 1:3 (A) | 3:2 (H) |
| 2003    | UEFA Intertoto Cup    | 1. Runde               | SV Pasching            | (a)2:2(a) | 0:1 (A) | 2:1 (H) |
| 2004/05 | UEFA Champions League | 1. Qualifikationsrunde | HB Tórshavn            | 5:3       | 5:0 (H) | 0:3 (A) |
| 2004/05 | UEFA Champions League | 2. Qualifikationsrunde | Wisła Krakau           | 02:11     | 2:8 (H) | 0:3 (A) |
| 2005    | UEFA Intertoto Cup    | 1. Runde               | Lombard Pápa           | 1:3       | 1:2 (A) | 0:1 (H) |
| 2006/07 | UEFA-Pokal            | 1. Qualifikationsrunde | FC Artmedia Bratislava | 2:3       | 0:2 (A) | 2:1 (H) |
| 2008/09 | UEFA-Pokal            | 1. Qualifikationsrunde | FC Spartak Trnava      | 3:2       | 2:2 (A) | 1:0 (H) |
| 2008/09 | UEFA-Pokal            | 2. Qualifikationsrunde | FK Austria Wien        | 0:2       | 1       | 0:2 (A) |
| 2009/10 | UEFA Champions League | 2. Qualifikationsrunde | NK Maribor             | 1:3       | 0:0 (H) | 1:3 (A) |
| 2010/11 | UEFA Europa League    | 2. Qualifikationsrunde | Banik Ostrava          | 0:6       | 0:6 (H) | 0:0 (A) |

Gesamtbilanz: 25 Spiele, 6 Siege, 5 Unentschieden, 14 Niederlagen, 24:53 Tore (Tordifferenz −29)